# ورنیل له چتیف
ورنیل له چتیف (به فرانسوی: Verneil-le-Chétif) یک کمون در فرانسه است که در Canton of Mayet واقع شده‌است.

## خصوصیات
ورنیل له چتیف ۱۴٫۸ کیلومترمربع مساحت و ۶۸۲ نفر جمعیت دارد.